# ذولف جوثني
ذَوْلَف جَوْثَنيّ نوع دوفصي من جنس ذولف من النباتات المزهرة المستوطنة في البرازيل. يحتوي النبات على أزهار زرقاء تجتمع في شكل خيمة. الأوراق خضراء وبيضاوية الشكل ومعقدة. ينمو هذا النوع من الذولف في بينئة محدد للغاية. يتطلب الدفء والظل العميق والرطوبة العالية للغابات الاستوائية المطيرة حيث الأرضية مغطاة بكميات كبيرة من المواد العضوية. مثل الأنواع ذات الصلة يعد ذَوْلَف جَوْثَنيّ مستوطنًا في البرازيل. موطنها الأصلي هو الجزء الجنوبي الشرقي من البلا، وتحديداً الغابة الأطلسية.